# ウッドピタ
株式会社ウッドピタ（WOODPITA CO.,LTD.）は、かつて愛知県名古屋市東区に本社を置いた建設会社で、矢作建設工業の完全子会社であった。

2014年4月1日に株式会社ピタコラムに吸収合併され解散した。

## ウッドピタ工法
ウッドピタは名古屋大学と矢作建設工業株式会社と株式会社ウッドピタが共同開発した木造住宅向け耐震補強工事の工法である。

### 概要
木造住宅の柱・梁・土台部分に、外部から特殊なアンカーを介し補強部材（鉄筋ブレース・鉄骨フレーム）を取り付け、建物の耐震性を高める補強工法である。
外付け工法のため、壁の撤去・復旧が不要であること、簡易な施工の工法であるため、工期も約2週間と短いのが特徴である。

### 技術評価
- 財団法人日本建築防災協会からの住宅の防災技術評価取得
- 愛知県建築地震災害軽減システム研究協議会 技術評価取得
- 東京都「安価で信頼できる木造住宅の耐震改修工法」選定

### 沿革
- 2008年10月 - ウッドピタ工法協会設立
- 2008年11月 - 愛知県建築地震災害軽減システム研究協議会　技術評価取得
- 2009年 1月 - 東京都「安価で信頼できる木造住宅の耐震改修工法」選定
- 2009年10月 - 商標登録
- 2010年 1月 - 財団法人日本建築防災協会からの住宅の防災技術評価取得
- 2014年 4月 - グループ会社の株式会社ピタコラムを存続会社として合併し、解散となった。